# C'est la guerre
Pour plus de détails, voir Fiche technique et Distribution.
C'est la guerre (Lafayette Escadrille) est un film de guerre américain, en noir et blanc, réalisé par William A. Wellman, sorti en 1958.

## Synopsis
Pendant la Première Guerre mondiale, un jeune Américain arrive en France et s'engage dans la Légion étrangère. Affecté à l'Escadrille La Fayette, il rencontre une jeune prostituée et en tombe amoureux.

## Fiche technique
- Titre : C'est la guerre
- Titre original : Lafayette Escadrille
- Réalisation : William A. Wellman
- Scénario : Albert Sidney Fleischman et William A. Wellman
- Photographie : William H. Clothier (crédité William Clothier)
- Directeur artistique : John Beckman
- Montage : Owen Marks
- Décors : Ralph S. Hurst (en)
- Costumes : Marjorie Best
- Musique : Leonard Rosenman
- Producteur : William A. Wellman, pour la Warner Bros. Pictures
- Pays :  États-Unis
- Genre : Drame, romance et guerre
- Durée : 93 minutes
- Date de sortie : 
  - mars 1958

## Distribution
- Tab Hunter : Thad Walker
- Etchika Choureau : Renée Beaulieu
- Marcel Dalio : un sergent recruteur
- David Janssen : Duke Sinclair
- Paul Fix : Général américain
- Veola Vonn : Madame
- Will Hutchins : Dave Putnam
- Clint Eastwood : George Moseley
- Robert Hover : Dave Judd
- Tom Laughlin : Arthur Blumenthal
- Brett Halsey : Frank Baylies
- Henry Nakamura : Jimmy
- Maurice Marsac : Sergent Parris
- Raymond Bailey : Amos J. Walker
- William Wellman Jr. : Bill Wellman Senior

Acteurs non crédités
- James Garner : Lufberry
- Louis Mercier : Capitaine Honoré
- James Stacy : Alan Nichols
- William A. Wellman : le narrateur

## Remake
Le film a fait l'objet d'un remake intitulé Flyboys en 2006.